# Акты юридического быта
Акты юридического быта (повна назва — Акты относящиеся до юридического быта Древней России, прийнята абревіатура — АЮБ) — зібрання приватних правових актів ХІІІ—XVIII століть видане у 1857—1884 роках Археографічною комісією за редакцією Н. В. Калачова у Санкт-Петербурзі. Іноді їх називають «Актами Калачова». 
І том охоплює 1253—1698 роки, ІІ том XV століття—1700 роки та ІІІ том XV століття—1717 роки. В АЮБ опубліковані жалувані, духовні, мирові, обмінні, данинні, купчі грамоти, дозорні, межеві, віддільні, відказні, переписні книги, боргові, служилі, закладні кабали та інші документи які дають багатий матеріал економічних та соціальних стосунків у суспільстві Росії тих часів. Приботково-витратні, митні книги, поручні, митні, обмінні грамоти, виписки з записних лавочних, чиншових книг, відписки про збір податків, підрядні на міські справи тощо містять відомості про положення міського населення, фінанси й торгівлю. В АЮБ опубліковані містницькі челобитні 1569—1584 років, відписки про боротьбу з поляками у 1611—1612 роках, розписи доходів, списки воєвод, приказних людей, стрільців, засланців XVII століття, різні укази 1620—1686 років, документи у справах думного дяка Ф. Л. Шакловитого 1689 та стольника А. Н. Безовбразова 1690 років та інші. В АЮБ включено ряд документів з історії монастирського землеволодіння, церковного управління й суду. Недоліками АЮБ є об’єднання в них різнорідних джерел під назвою «актів», відсутність чітких принципів систематизації документів. До АЮБ є іменний та географічний вказівник виданий 1901 року у Санкт-Петербурзі.  